# Солоницын, Алексей Алексеевич
Алексей Алексеевич Солоницын (род. 22 марта 1938, Богородск, Горьковская область) — русский писатель, кинодраматург. Член Союза писателей СССР (1972), Союза кинематографистов СССР (1982).

## Биография
Родился в городе Богородск Горьковской области в семье журналиста. Младший брат актёра Анатолия Солоницына.
Печатается с 1958 года — журнал «Уральский следопыт».
Учился и окончил факультет журналистики Уральского государственного университета (1955—1960) в Свердловске. Работал в газетах «Комсомолец Киргизии» (г. Фрунзе), «Советская молодежь» (г. Рига), «Калининградский комсомолец» (г. Калининград), на Куйбышевской студии кинохроники (Куйбышев, ныне Самара).
С 1974 года живёт и работает в Самаре.
В 1986 году избран Первым секретарём правления Поволжского отделения Союза кинематографистов России (до 1988 года).
В 2000—2006 годах работает избранным Председателем правления регионального общественного движения «Самара православная».
Член Союза писателей России с октября 1972 года.
Член Союза кинематографистов России с февраля 1984 года.
Лауреат Всероссийской литературной премии имени св. преподобного Серафима Саровского (2004), Всероссийской литературной премии имени Ивана Ильина(2004), Всероссийской литературной премии имени Св. благоверного князя Александра Невского (2005), Международного кинофестиваля «Золотой витязь» (2000), Творческого конкурса имени Эдуарда Кондратова в номинации «Литература» (2015) и др.
За большой личный вклад в деле духовного просвещения соотечественников удостоен патриарших наград: медалей св. преподобного Сергия Радонежского и св. благоверного князя Даниила Московского. Также награждён: памятной медалью к 100-летию маршала Жукова, памятной медалью к 100-летию Михаила Шолохова.
Печатается в журналах: «Москва» (1997, № 3—5), «Нижний Новгород» (1999, № 6), «Волга». Произведения Солоницына переведены на болгарский, венгерский, польский языки.
В 2012 году попал в число номинантов на патриаршую литературную премию имени святых равноапостольных Кирилла и Мефодия.
16 марта 2013 года в Самарской областной универсальной научной библиотеке в рамках VIII Международного патриотического фестиваля «Борис Коценко представляет» прошёл творческий вечер «Свет, который в тебе», посвященный 75-летию  автора. Был презентован аудиодиск по повести «Взыскание погибших», посвященной 400-летию дома Романовых.
28 декабря 2014 года в рамках X Международного патриотического фестиваля «Борис Коценко представляет» в Культурно-просветительском центре «Единение» в городе Новокуйбышевске состоялся вечер памяти актера театра и кино Анатолия Солоницына, посвящённый его 80-летию. Были показаны фрагменты кинодрамы «Андрей Рублёв» и фильма «Захарова Тропа» Алексея Солоницына.
Алексей Солоницын представил «Повесть о старшем брате» — книгу о пути к Богу, о судьбе и творчестве Анатолия Солоницына. Впервые в Самарской области были выставлены художественные работы на досках Анатолия Солоницына. 25 марта 2023 года в Самарской областной универсальной научной библиотеке в рамках                   XII Международного патриотического фестиваля «Борис Коценко представляет» прошёл творческий вечер «Верю, Надеюсь, Люблю», посвященный 85-летию и презентована одноимённая книга.
Приветствовал участников и гостей - Митрополит Самарский и Новокуйбышевский Сергий.
31 мая 2023 года в Зале церковных соборов кафедрального соборного Храма Христа Спасителя в Москве Святейший Патриарх Московский и всея Руси Кирилл возглавил XII торжественную церемонию избрания и награждения лауреатов Патриаршей литературной премии имени святых равноапостольных Кирилла и Мефодия. А. А. Солоницын стал номинантом на патриаршую литературную премию имени святых равноапостольных Кирилла и Мефодия, ему был вручен Почётный Патриарший знак "За вклад в развитие русской литературы". 
9 июня 2023 года состоялась торжественная церемония вручения наград губернатором Самарской губернии. А. А. Солоницыну присвоено звание заслуженного работника культуры Самарской области. 
31 августа 2023 года состоялось 48-е заседание Думы городского округа Самара. В ходе заседания единогласно принято решение о присвоение званий Почётный гражданин городского округа Самара Константину Головкину и Алексею Солоницыну.
16 февраля 2024 года в актовом зале Издательского Совета Русской Православной Церкви в Москве состоялось награждение лауреатов Всероссийской литературной премии им. Н.С. Лескова «Очарованный странник» за 2023 год. В номинации «Литературоведение» премия была присуждена А.А. Солоницыну за книгу «Пророк в своем Отечестве».http://www.patriarchia.ru/db/text/6104045.html

## Книги
- «До завтра». Рассказы. Калининград, 1967;
- «Под русскими звездами». Книга прозы. Калининград,1971;
- «Жили-были мальчишки». Книга прозы. Калининград, 1974г;
- «Как тебя зовут?». Повесть, рассказы. Куйбышев, 1977;
- «Теплынь». Куйбышев, 1979;
- «Излучина». Москва, «Современник», 1982;
- «Звезда вечерняя». Куйбышев, 1982;
- «Большие русские острова». Повести и рассказы. Куйбышев,1985;
- «Я жажду». Куйбышев, 1988;
- «Незаконченное прошлое». Москва, «Современник», 1988;
- «Ветвь». Иллюстрированное издание о Анатолии Солоницыне. Москва, объединение «Киноцентр», 1990;
- «Там человек сгорел». Самара, 1991;
- «Врата небесные». Повести. Самара, 1999; Москва, Изд. «Развитие духовности, культуры, науки», 2001; Рязань, 2010;
- «Я всего лишь трубач». Повесть. Нижний Новгород, 2000;
- «Земной ангел». Повесть о великой княгине Елизавете Федоровне. Москва, изд. «Развитие духовности, культуры, науки», 2001; Санкт-Петербург, изд. «Царское дело», 2001;
- «Избранное». В 2-х томах. Самара, 2003;
- «Повесть о старшем брате». Москва, изд. «Сова», 2005; Самара, 2009;
- «Молитва матери». Документальная повесть. Самара, 2005;
- «К центру души. Вера. Родина. Творчество». Книга публицистики. Самара, 2007;
- «Вдоль обрыва». Роман. Самара, 2008;
- «Свет, который в тебе». Роман. Рязань, 2010;
- «Претерпевшие до конца». Повести. Изд. «Сибирская благозвонница», Москва, 2010;
- «Маяк над Волгой». Самара, 2010;
- «Зодчие духа. Книга очерков». Самара, 2011;
- «Ангеловы столпы». Рязань, 2011;
- «Портрет отца Анатолия». Изд. «Сибирская благозвонница», Москва, 2012;
- «Форпосты любви». Избранное в 2 томах, Самара, 2013.
- «Райские яблочки». Рассказы из жизни писателя. Православное Изд. «Апостол веры», Москва.
- «Нераскаянный грех». Православное Изд. «Апостол веры», Москва.
- «Первое движение души» Рассказы. Изд. «Сибирская благозвонница», Москва, 2015.
- «Самарское знамя». Роман. Изд. «Слово». Самара, 2019
- «Ступени любви». Сборник избранных произведений. Самара, 2019
- Красные родники. Изд. «Сибирская благозвонница», Москва, 2020
- Милость к падшим.  Изд. «Сибирская благозвонница», Москва, 2021
- Пророк в своем отечестве. Изд. «Сибирская благозвонница», Москва, 2021
- Верю, Надеюсь, Люблю. Самара, 2023

## Награды
- медаль Святителя Алексия (1997);
- орден Даниила Московского (1998);
- медаль «100-летие со дня рождения Г. К. Жукова» (1998).

За сценарий фильма «Груня» получил первый приз на Всесоюзном кинофестивале в Алма-Ате (1985 г.), за сценарий «Земной ангел» — главный приз на Международном кинофестивале «Золотой витязь» в Москве (2000 г.), за сценарий «Кресту Твоему» — премию Фонда им. св. апостола Андрея Первозванного «За высокодуховное воплощение идеи Национальной славы России» (2002 г.), за фильм «Чистый понедельник» — специальный приз жюри Всесоюзного кинофестиваля неигрового кино в Екатеринбурге (1999 г.), главный приз мэрии Самары за фильм «Ветка Палестины» (1999 г.) и другие награды.

## Фильмография
Основные фильмы, снятые по сценариям А. Солоницына и сделанные им как режиссёром:
Куйбышевская студия кинохроники (1982—1986):
1. «Первое движение души»
2. «Первая боль»
3. «Крик»
4. «Златые горы»
5. «Обыкновенный развод»
6. «Горькая рябина»
7. «Земля не простит»
8. «Серебряная нить» — все фильмы сняты режиссёром М. Серковым.

 «Куйбышевтелефильм»:
«История одной любви» (писатель Алексей Толстой и его семья). Реж. А. Миронова, 1996 год.
Свердловская киностудия:
«Груня». Фильм о пастушке, которая одна живёт в умершей деревне, пасет стадо коров, выполняя всю работу по уходу за стадом. Режиссёр Б. Кустов. 1982 год.
Фильм удостоен премии по разделу короткометражного кино на Всесоюзном кинофестивале в Алма-Ате в 1982 году.
«Согласие». Фильм о первом в России квартете, ставшем исполнять духовные песнопения. Посвящён 1000-летию принятия христианства на Руси. 1987 год.
«Чистый понедельник». Полнометражный документальный фильм о заключенных, построивших первую в стране церковь на территории зоны в Забайкалье, под Улан-Удэ. Премия фестиваля неигрового кино в Екатеринбурге. Режиссёрский дебют. 1993 год.
Центральная студия документальных фильмов. Объединение « Нерв»:
«Чудотворство. Монолог после смерти». Фильм о Анатолии Солоницыне. Реж. В. Шамшурин. 1989 год.
Телекомпания СКАТ (Самара):
«Ветка Палестины». Паломничество на Святую Землю. 1998 год. Премия городской администрации Самары.
«Отчет перед Богом». Фильм о архимандрите Мироне (Пепеляеве), проводящем чин отчитки. 2000 год.
«Храм души нашей». Пятисерийный фильм о возрождении православной веры, её духовной высоте и современных её подвижниках. Фильм «Родник» посвящён священнику Николаю Стремскому, вместе с матушкой Галиной усыновившему свыше сорока детей разных национальностей и построивший для них школу, семейный дом. мастерские в п. Саракташ Оренбургской области / Информцентр ООО «Самаратрансгаз». 1995 год.
«Кресту Твоему». Установление поклонного креста на Царевом кургане под Самарой. Премия Фонда Андрея Первозванного «За высокохудожественное воплощение идеи национальной славы России». 2001 год.
«Венец земной и небесный». Фильм о преображении душ во время строительства храма Георгия Победоносца в Самаре. Студия «Волга-фильм». 2003 год.
«Глаза России». Фильм о живописце Ефреме Зверькове, вице-президенте Академии художеств России. Студия «Волга-фильм». 2003 год.
«Если птица поёт». Фильм о художнике из Самары Валентине Пурыгине. Студия « Волга- фильм». Благодарственное письмо Академии художеств России. 2004 год.
«Взыскание погибших». Фильм о митрополите Санкт-Петербургском и Ладожском Иоанне (Снычеве). Студия «Волга-фильм». 2005 год.
«Захарова тропа». Фильм о летописце и иконописце Ветлужского края Захаре Солоницыне и его потомках. Студия «Волга-фильм». 2005 год. Диплом 1-го международного кинофестиваля им. Андрея Тарковского.
Все фильмы — авторские.